# هراند داوتیان
هراند داوتی داوتیان (ارمنی: Հրանտ Դավթի Դավթյան؛ زادهٔ ۲۶ اوت ۱۹۷۰) سیاستمدار اهل ارمنستان است که از تاریخ ۲۰۱۲ تا تاریخ ۲۰۱۸ سمت نماینده دوره‌های پنجم و ششم مجلس ملی جمهوری ارمنستان را برعهده داشت.

## زندگی‌نامه
در ۲۶ اوت ۱۹۷۰ در واغارشاپات به دنیا آمد و از دانشگاه ملی علوم کشاورزی ارمنستان فارغ‌التحصیل شد. 